# Багратиони, Леван
Леван (Леон) Ираклиевич Багратиони (2 февраля 1756 — 5 февраля 1781) — грузинский царевич из династии Багратионов.

## Биография
Старший сын картли-кахетинского царя Ираклия II (1720—1798) от третьего брака с княжной Дареджан Дадиани (1738—1807). Родился в Тбилиси в 1756 году.
В 1766 году Леван получил во владение от своего отца удельное княжество в Арагвской долине, которое ранее принадлежало его старшему покойному брату Вахтангу, умершему в 1756 году.

## Посольство в Россию
С юности царевич Леван помогал своему отцу в военных и политических вопросах. С 14 лет он уже участвовал в военных кампаниях отца. В декабре 1771 года, во время русско-турецкой войны (1768—1774), в которой грузины сражались на стороне России, царь Картли и Кахети Ираклий II отправил своего старшего сына Левана и католикоса-патриарха Восточной Грузии Антония Багратиони вести переговоры с Россией о принятии под свой протекторат Картли-Кахетинского царства. Грузинское посольство прибыло в Астрахань 6 марта 1772 года, но ему было отказано в продолжении поездки в Санкт-Петербург. После ряда задержек посольство прибыло в столицу Российской империи. 27 апреля 1773 года грузинские послы передали министру Никите Панину предложения царя Ираклия II: Картли-Кахетинское царство останется наследственной монархией под властью потомков Ираклия под протекторатом России. Русские войска должны постоянно дислоцироваться в Грузии, чтобы защитить страну от внешних угроз. Российское правительство будет получать процент от налоговых доходов Грузии. Грузинские отряды будут принимать участие во всех военных кампаниях русских войск.
Грузинская дипломатическая миссия тогда закончилась неудачно. Россия, заключившая в июле 1774 года Кючук-Кайнарджийский мир с Османской империей, не хотела вмешиваться в закавказские дела. В августе 1774 года царевич Леван Ираклиевич вернулся в Грузию, получив в награду от российского правительства орден Святой Анны.

## Командующий войска «Мориге»
Вернувшись из России в Грузию, царевич Леван в 1774 году был назначен своим отцом Ираклием II командующим вновь созданных пограничных войск, ставших зародышем постоянной грузинской армии. Энтузиазм и личное мужество Левана помогли ему отражении непрерывных набегов дагестанских горцев. В 1777 году царевич Леван вместе со своим старшим братом Георгием предпринял успешную военную кампанию против мятежного ксанского эристава Георгия, который вместе с дагестанскими наемниками совершил нападение на Картли. Георгий Ксанский был побежден и в декабре 1777 года в цепях доставлен в Тбилиси. Ираклий II ликвидировал Ксанское эриставство и присоединил его земли к своим владениям, разделив большую часть бывшего эриставства между своими сыновьями Георгием и Юлоном.

## Смерть
5 февраля 1781 года 25-летний царевич Леван Ираклиевич скончался в доме князя Иванэ Абашидзе в Кахетии при невыясненных обстоятельствах. Сразу появилось подозрение, что он был убит, но расследование дела не выявило убийцу. По одним данным, Леван был убит князем Асатом Вачнадзе из-за связи с его женой, по другим — он умер после употребления в пищу большого количества лосося, по третьим — его отравил князь Шермазан Абхази.

## Семья
В 1774 году Леван Ираклиевич женился на княжне Нино Андроникашвили (1766—1816), дочери высшего судьи и губернатора Гянджи, князя Кайхосро Андроникашвили. После смерти Левана Нино проживала отдельно от остальной царской семьи и умерла в безвестности в Тбилиси в 1816 году. У супругов было два сына, которые умерли в молодости.